# جويي يونغ
جويي يونغ (بالصينية: 容祖兒) مواليد 16 يونيو 1980 في هونغ كونغ، هي مغنية وممثلة هونغ كونغي بدأت مسيرتها الفنية عام 1999.

## وصلات خارجية
- الموقع الرسمي